# Tropicanus amazonicus
Tropicanus amazonicus är en insektsart som beskrevs av Keti Maria Rocha Zanol 2006. Tropicanus amazonicus ingår i släktet Tropicanus och familjen dvärgstritar. Inga underarter finns listade i Catalogue of Life.